# Racing Club de Bruxelles (7759)
Racing Club de Bruxelles was een Belgische voetbalclub uit Watermaal-Bosvoorde. De club sloot in 1972 als Cercle Sportif Watermael aan bij de KBVB met stamnummer 7759.
In 1989 fuseerde de club met Racing Club de Bruxelles (9012) tot Racing Club de Bruxelles (7759).
In 1991 fuseerde de club met RRC Boitsfort tot Royal Racing Club de Bruxelles (556).

## Geschiedenis
De club begon in 1972-1973 in Vierde Provinciale als CS Watermael, de clubkleuren waren rood en wit.
Tot de fusie met Racing Club de Bruxelles (9012) in 1989  zou CS Watermael in Vierde Provinciale spelen.
Hoge ogen zou de club daar nooit gooien, enkel in 1973-1974 (zevende) en 1987-1988 (zesde) zou men in de bovenste helft van de klassering eindigen.
In 1989 ging men een fusie aan met Racing Club de Bruxelles, een club met stamnummer 9012 die in het zwart-wit speelde. Die club verwees met zijn naam en clubkleuren naar het roemruchte Racing Club de Bruxelles met stamnummer 6.
Men nam de benaming Racing Club de Bruxelles en de zwart-witte clubkleuren over, maar speelde verder onder het stamnummer 7759 van CS Watermael.
In het eerste seizoen na de fusie (1989-1990) werd men vijfde in Vierde Provinciale, in 1990-1991 eindigde men elfde.
In 1991 fuseerde men opnieuw, ditmaal met RRC Boitsfort, men nam het stamnummer van Boitsfort (556) over, waarmee een einde kwam aan stamnummer 7759 en nam de naam Royal Racing Club de Bruxelles (556) aan.